# لغة بصرية

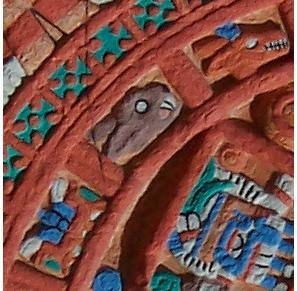
صور من المياه والأرانب والغزلان على نسخة طبق الأصل من حجر الأزتك.

اللغة البصرية هي نظام اتصال يستخدم عناصر مرئية. لا يمكن فصل الكلام كوسيلة من وسائل التواصل بشكل صارم عن النشاط التواصلي البشري بأكمله الذي يتضمن المصطلح البصري  و «اللغة» فيما يتعلق بالرؤية هو امتداد لاستخدامه لوصف الإدراك والفهم وإنتاج العلامات المرئية.

## نظرة عامة
الصورة التي تضفي الطابع الدرامي على الفكرة وتنقلها تفترض مسبقاً استخدام لغة بصرية. مثلما يمكن للناس «نطق» تفكيرهم، يمكنهم «تصور» ذلك. الرسم التخطيطي والخريطة واللوحة كلها أمثلة على استخدامات اللغة المرئية. تشمل وحداته الهيكلية الخط والشكل واللون والشكل والحركة والملمس والنمط والاتجاه والتوجه والمقياس والزاوية والمسافة والنسبة.
تمثل العناصر الموجودة في الصورة مفاهيم في سياق مكاني، بدلاً من الشكل الخطي المستخدم للكلمات. الكلام والتواصل المرئي وسائل متوازية وغالبًا ما تكون مترابطة في تبادل البشر للمعلومات.

## لغة بصرية
تُبنى الوحدات البصرية في شكل خطوط وعلامات في أشكال وهياكل أو دلائل ذات معنى. تستجيب مناطق مختلفة من قشرة الدماغ لعناصر مختلفة مثل اللون والشكل. أظهر سمير زكي ردود الفعل في الدماغ على لوحات ميكيلانجيلو، ورامبرانت، وفيرمير، وماغريت، وماليفيتش، وبيكاسو.

### التصوير العقلي
ما يدور في أذهاننا في حالة اليقظة وما نتخيله في الأحلام هو إلى حد كبير من الطبيعة نفسها. قد تكون صور الأحلام مع أو دون كلمات منطوقة أو أصوات أو ألوان أخرى. في حالة اليقظة، عادة ما يكون هناك، في المقدمة، ضجة للإدراك الفوري، والشعور، والمزاج، وكذلك صور الذاكرة العابرة. في الحالة الذهنية بين الحلم والاستيقاظ التام، هناك حالة تُعرف باسم «أحلام النهار» أو حالة تأملية، تكون خلالها «الأشياء التي نراها في السماء عندما تعوم الغيوم، كالقنطور، والغزلان، والظباء، والذئاب» إسقاطات من الخيال. حاول رودولف أرنهييم الإجابة على السؤال: كيف تبدو الصورة الذهنية؟ في الفلسفة اليونانية، اعتقدت مدرسة ليوكيبوس وديموقريطوس أن نسخة طبق الأصل من الكائن تدخل العين وتبقى في الروح كذاكرة وصورة كاملة. أوضح بيركلي أنه يمكن إحضار الأجزاء، مثلًا: الساق بدلًا من الجسم الكامل، بصريًا إلى العقل. يعتبر أرنهييم أن وصف عالم النفس، إدوارد بي. تيتشنر، هو الانطلاقة في فهم الشيء المتعلق بكيفية كون الجودة الغامضة غير المكتملة للصورة «انطباعية» وتحمل المعنى والشكل أيضًا.

### المعنى والتعبير
أظهر الفن التجريدي أن صفات الخط، والشكل، والنسبة، واللون تنقل المعنى مباشرة دون استخدام الكلمات أو التمثيل التصويري. أظهر فاسيلي كاندينسكي كيف يمكن أن تكون الخطوط والعلامات المرسومة معبرة دون أي ارتباط مع صورة تمثيلية. من أقدم الثقافات وعبر التاريخ، استخدِمت اللغة البصرية لتشفير المعنى: «حجر غرير من العصر البرونزي في إلكلي مور مغطى بدوائر، وخطوط، وأكواب مجوفة، وشخصيات مجنحة، ويد منتشرة، وصليب معقوف قديم، وجنين، ونجم شهاب؟... إنها صخرة تروي القصص، رسالة من العالم قبل الكلمات (المكتوبة)».  يقترح ريتشارد غريغوري أن «ربما القدرة على الاستجابة لحالات خيالية غائبة»، مثلما فعل أسلافنا الأوائل باللوحات على الصخور، «يمثل خطوة أساسية نحو تطوير الفكر التجريدي».

### إدراك حسي
تعمل حاسة البصر بشكل انتقائي. الإدراك ليس تسجيلًا سلبيًا لكل ما هو أمام العينين، بل هو تقدير مستمر لعلاقات الحجم واللون، ويشمل صنع فئات من النماذج لتصنيف الصور والأشكال في العالم. يجب أن يكون الأطفال من سن ستة إلى اثني عشر شهرًا قادرين من خلال التجربة والتعلم على التمييز بين الدوائر والمربعات والمثلثات. يتعلم الطفل من هذا العمر فصاعدًا تصنيف الأشياء واستخلاص الصفات الأساسية ومقارنتها بأشياء أخرى مماثلة. قبل أن يُدرك الأجسام ويتعرف عليها، يجب أن يكون الطفل قادرًا على تصنيف الأشكال والأحجام المختلفة التي قد يبدو أن لها جسم واحد عندما ينظر إليها في محيط مختلف ومن جوانب مختلفة.

### الهياكل الفطرية في الدماغ
يتطلب الإدراك الحسي للشكل استيعاب السمات الهيكلية الأساسية، لإنتاج «الكل» أو الغشتالتية. اقترح كريستيان فون إرينفيلس نظرية الغشتلت في عام 1890. وأوضح أنه مازال من الممكن التعرف على اللحن عند عزفه بمفاتيح مختلفة، وجادل بأن الكل ليس مجرد مجموع أجزائه ولكنه هيكل كلي. بحث ماكس فيرتيمير عن فكرة فون إرينفيلس، وفي «نظرية الشكل» (1923) –التي تُلقب «بالمقالة النقطة» لأنها توضح النظرية بأنماط مجردة من النقاط والخطو- خلص إلى أن العين المدركة تميل إلى الجمع بين العناصر التي تبدو متشابهة (مجموعات التشابه) وتكمل شكلًا غير مكتمل (فرضية الكائن). تميل مجموعة من النقاط العشوائية إلى تكوين أشكال (مجموعات نجمية). توضح كل هذه القدرات الفطرية كيف تبحث العين والعقل عن أنماط وأشكال كاملة بسيطة. عندما ننظر إلى صور بصرية أكثر تعقيدًا مثل اللوحات يمكننا أن نرى أن الفن كان محاولة مستمرة «لتدوين» المعلومات البصرية.

### التفكير البصري
عمليات الفكر منتشرة ومترابطة ومعرفية على المستوى الحسي. يفكر العقل في أعمق مستوياته في مادة المعنى، ويتعامل نصفا الدماغ مع أنواع مختلفة من التفكير. ينقسم الدماغ إلى نصفين وحزمة سميكة من الألياف العصبية تمكن هذين النصفين من التواصل مع بعضهما البعض. في معظم الناس، تكون القدرة على تنظيم الكلام وإنتاجه هي السائدة في الجانب الأيسر. يعتمد تقدير الإدراك المكاني أكثر على نصف الدماغ الأيمن، على الرغم من وجود مساهمة في النصف المخي الأيسر. في محاولة لفهم كيفية حل المصممين للمشكلات، اقترح إل. بروس آرتشر «أن الطريقة التي يشكل بها المصممون (وكل شخص آخر في هذا الشأن) الصور في أذهانهم، والتلاعب بالأفكار وتقييمها قبل وأثناء وبعد إخراجها، تشكل نظام معرفي قابل للمقارنة مع نظام اللغة اللفظية ولكنه يختلف عنه. في الواقع، نعتقد أن البشر لديهم قدرة فطرية على النمذجة المعرفية، وأن التعبير عنها من خلال المخططات، والرسم، والبناء والتمثيل وما إلى ذلك، يعد أمرًا أساسيًا للفكر البشري».

### الفن التعليمي
تبدأ اللغة البصرية في التطور عند الأطفال حيث تصبح العين والدماغ قادرين على التركيز وتمكينهما من التعرف على الأنماط. تظهر رسومات الأطفال عملية زيادة الوعي الإدراكي ومجموعة من العناصر للتعبير عن الخبرات والأفكار الشخصية. تمت الإشارة إلى تطوير الجانب المرئي للتواصل اللغوي في التعليم بالرسومات. كتخصص مواز لمحو الأمية والحساب. تعد القدرة على التفكير والتواصل من الناحية البصرية جزءًا من عملية التعلم، ولها نفس الأهمية في عملية التعلم، مع القدرة على القراءة والكتابة والحساب. كما أشار الفنان التشكيلي مايكل تويمان، طور قدرته على التعامل مع اللغة المرئية لتوصيل الأفكار. وهذا يشمل كلاً من الفهم والتصور وإنتاج المفاهيم في شكل مرئي.

## روابط خارجية
- «كيف تكون وظائف الشكل» روي آر بيرنس.
- «الفن والتصميم ونظرية الغشتالت» روي ر. بيرنس.
- «ماكس ويرتهايمر وبابلو بيكاسو: نظرية الغشتالت والتكعيبية والتمويه» روي آر بيرنس.
- مانفريد دافيدمان
- جذور الخرائط البصرية